# 広島連隊区
広島連隊区（ひろしまれんたいく）は、大日本帝国陸軍の連隊区の一つ。前身は広島大隊区である。当初は広島県の一部、後に同県全域の徴兵・召集等兵事事務を取り扱った。実務は広島連隊区司令部が執行した。愛媛県の一部を管轄した時期もあった。1945年（昭和20年）、同域に広島地区司令部が設けられ、地域防衛体制を担任した。

## 沿革
1888年（明治21年）5月14日、大隊区司令部条例（明治21年勅令第29号）によって広島大隊区が設けられ、陸軍管区表（明治21年勅令第32号）により広島県の一部が管轄区域に定められた。第5師管第9旅管に属した。この時、広島県の残り区域は尾ノ道大隊区・松江大隊区に属していた。
1896年（明治29年）4月1日、広島大隊区は連隊区司令部条例（明治29年勅令第56号）によって連隊区に改組され、旅管が廃止となり第5師管に属した。
1903年（明治36年）2月14日、陸軍管区表が改正され、再び旅管が採用され連隊区は第5師管第9旅管に属した。
日本陸軍の内地19個師団体制に対応するため陸軍管区表が改正（明治40年9月17日軍令陸第3号）となり、1907年（明治40年）10月1日、岩国連隊区などが創設され、管轄区域の変更が実施された。
1925年（大正14年）4月6日、日本陸軍の第三次軍備整理に伴い陸軍管区表が改正（大正14年軍令陸第2号）され、同年5月1日、旅管は廃され引き続き第5師管の所属となり、岩国連隊区が廃止され管轄区域が大幅に変更された。
1940年（昭和15年）8月1日、広島連隊区は西部軍管区広島師管に属することとなった。1941年（昭和16年） 11月1日、福山連隊区が廃止され、管轄区域が広島県全域となった。
1945年2月11日、広島師管が中部軍管区に編入された。同年には作戦と軍政の分離が進められ、軍管区・師管区に司令部が設けられたのに伴い、同年3月24日、連隊区の同域に地区司令部が設けられた。地区司令部の司令官以下要員は連隊区司令部人員の兼任である。同年4月1日、広島師管は広島師管区と改称された。同年6月12日、広島師管区は中国軍管区に改組された。

## 管轄区域の変遷
1888年5月14日、陸軍管区表（明治21年勅令第32号）が制定され、広島大隊区の管轄区域が次のとおり定められた。
- 広島県

広島区・安芸郡・賀茂郡・豊田郡・高宮郡・沼田郡・佐伯郡・山県郡・高田郡
1896年4月1日、連隊区へ改組された際に管轄区域の広島区が広島市に変更された。
1903年2月14日、管轄区域に呉市を加え、郡の統合により高宮郡・沼田郡を安佐郡に変更した。
1907年10月1日、岩国連隊区などが新設されたことに伴い、管轄区域が陸軍管区表（明治40年9月17日軍令陸第3号）により次のとおり定められた。安佐郡・佐伯郡・山県郡を岩国連隊区へ移管した。
- 広島県

広島市・呉市・豊田郡・高田郡・賀茂郡・安芸郡
1915年（大正4年）9月13日、管轄区域が変更され、高田郡を岩国連隊区へ移管し、松山連隊区から愛媛県越智郡を編入した。1920年（大正9年）8月10日、管轄区域が変更され、愛媛県越智郡を松山連隊区へ移管した。
1925年5月1日、陸軍管区表の改正に伴い岩国連隊区が廃止され、旧岩国連隊区から安佐郡・佐伯郡・高田郡・双三郡・山県郡を編入した。また、豊田郡・賀茂郡を福山連隊区へ移管した。変更後の管轄区域は次のとおり。
- 広島県

広島市・呉市・安芸郡・安佐郡・佐伯郡・高田郡・双三郡・山県郡
1941年11月1日、福山連隊区が廃止され、その旧管轄区域を編入し広島県全域を管轄した。

## 司令官
広島大隊区
- 林隼之輔 歩兵中佐：1888年5月14日 -
- 山脇錥太郎 歩兵少佐：不詳 - 1896年1月23日[14]
- 井石順介 歩兵少佐：1896年1月23日[14] - 不詳

広島連隊区
- 四宮信応 砲兵中佐：1899年6月26日 - 1900年4月25日
- 森祇敬 砲兵中佐：1900年4月25日 - 1902年11月1日
- 矢島為三郎 歩兵少佐：1902年11月1日 -
- 太田米丸 歩兵少佐：1904年3月22日 - 1907年3月15日
- 千秋勧 歩兵少佐：1907年3月15日 - 1911年3月22日
- 平岡鋼太郎 歩兵中佐：1911年3月22日 - 1913年8月22日
- 岸本鹿太郎 歩兵中佐：1913年8月22日 - 1914年8月10日
- 志岐重義 歩兵中佐：1914年8月10日 - 1916年11月15日
- 木原仙八 歩兵大佐：1916年11月15日 -
- 永野為孝 歩兵大佐：不詳 - 1922年8月15日[15]
- 藤井勇吉 歩兵大佐：1922年8月15日[15] - 1923年8月6日[16]
- 久我正二郎 歩兵大佐：1923年8月6日[16] -
- 橋本清六 歩兵大佐：不詳 - 1935年8月1日[17]
- 小林恒一 歩兵大佐：1935年8月1日[17] -
- 鈴木貞次 歩兵大佐：1937年8月2日[18] -
- 倉林公任 歩兵大佐：1939年8月1日 - 1941年3月1日[19]
- 横山鎮明 予備役陸軍少将：1941年3月1日[20] -
- 立花芳夫 大佐：1942年8月1日[21] -
- 小谷一雄 大佐：1944年5月27日[22] - 1945年3月31日

広島連隊区兼広島地区司令官
- 富士井末吉 予備役陸軍少将：1945年3月31日[23] -

広島連隊区
- 阿部芳光 少将：1945年10月18日[24] -